# Orthophytum lucidum
Orthophytum lucidum är en gräsväxtart som beskrevs av Elton Martinez Carvalho Leme och Hans Edmund Luther. Orthophytum lucidum ingår i släktet Orthophytum och familjen Bromeliaceae. Inga underarter finns listade i Catalogue of Life.